# 烏丸半島

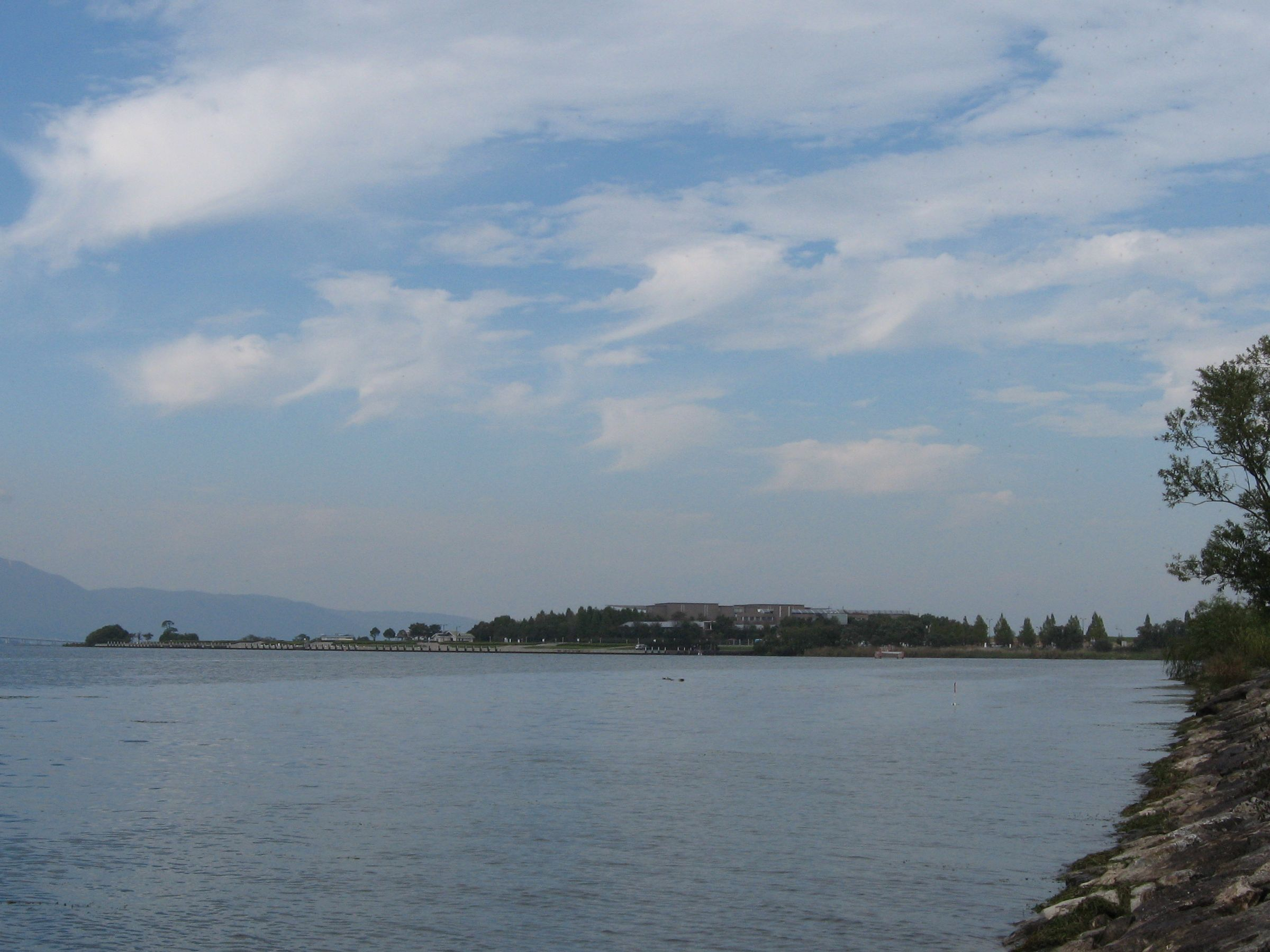
烏丸半島全景

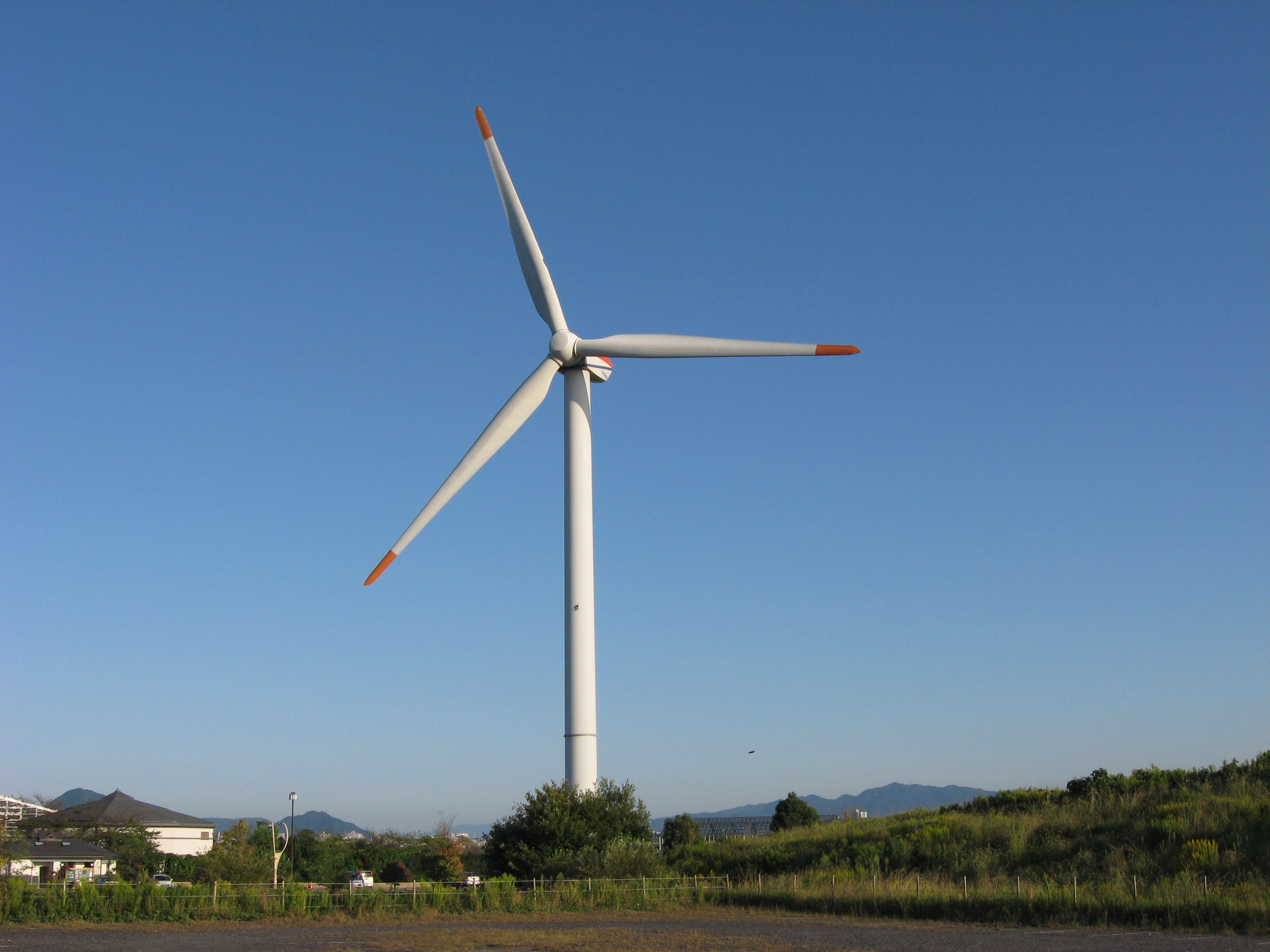
2019年1月まで烏丸半島に存在した風力発電機、くさつ夢風車

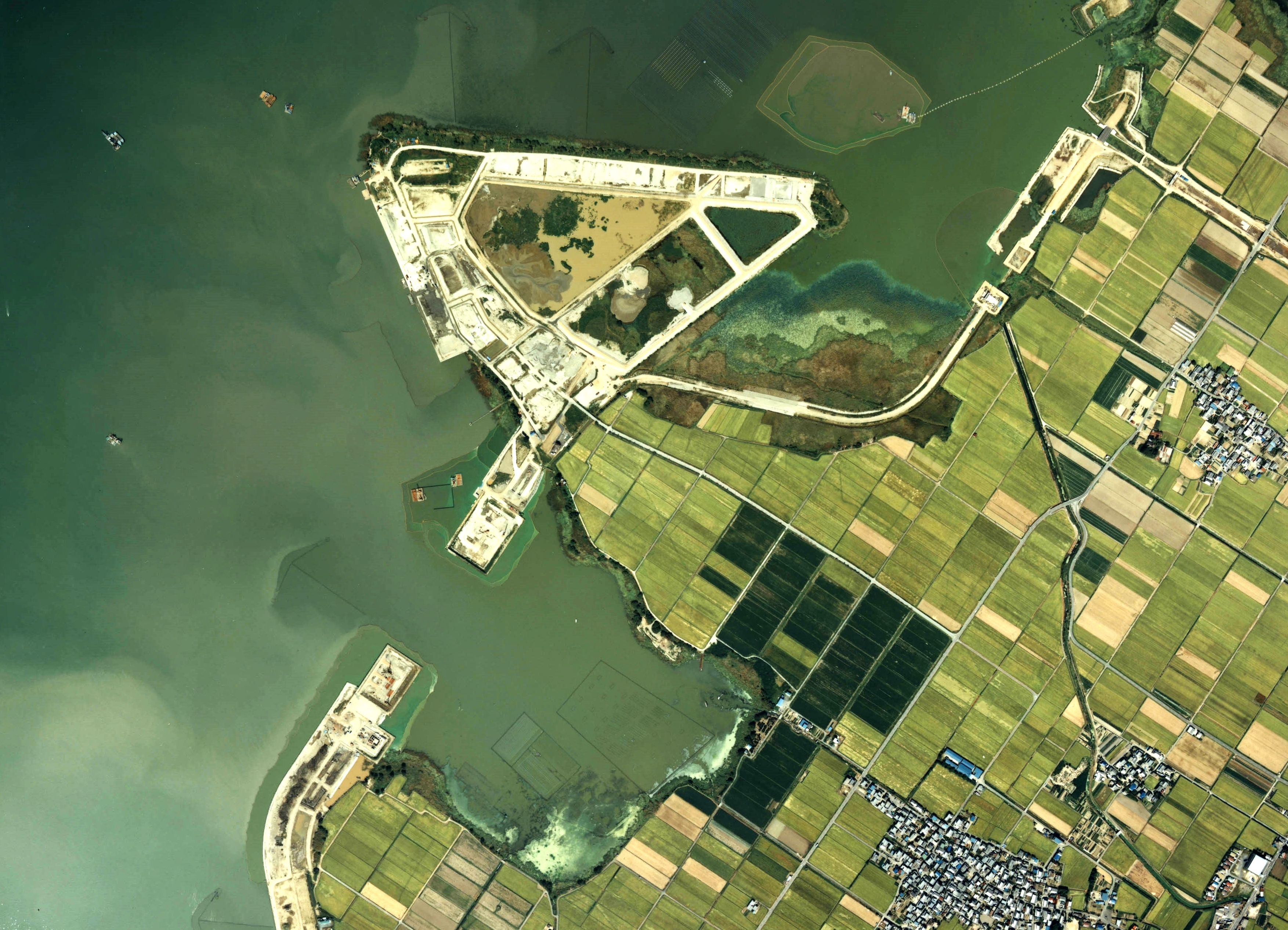
烏丸半島周辺の空中写真。1987年撮影の2枚を合成作成。。

烏丸半島（からすまはんとう）は、滋賀県草津市下物町（おろしもちょう）にある琵琶湖に突き出した半島である。

## 概要
滋賀県立琵琶湖博物館、公益財団法人国際湖沼環境委員会（ILEC）、草津市立水生植物公園みずの森がある。湖岸はブラックバスやブルーギルの外来魚が多数生息しており、釣り場として多くの釣り人が来る。

## 沿革

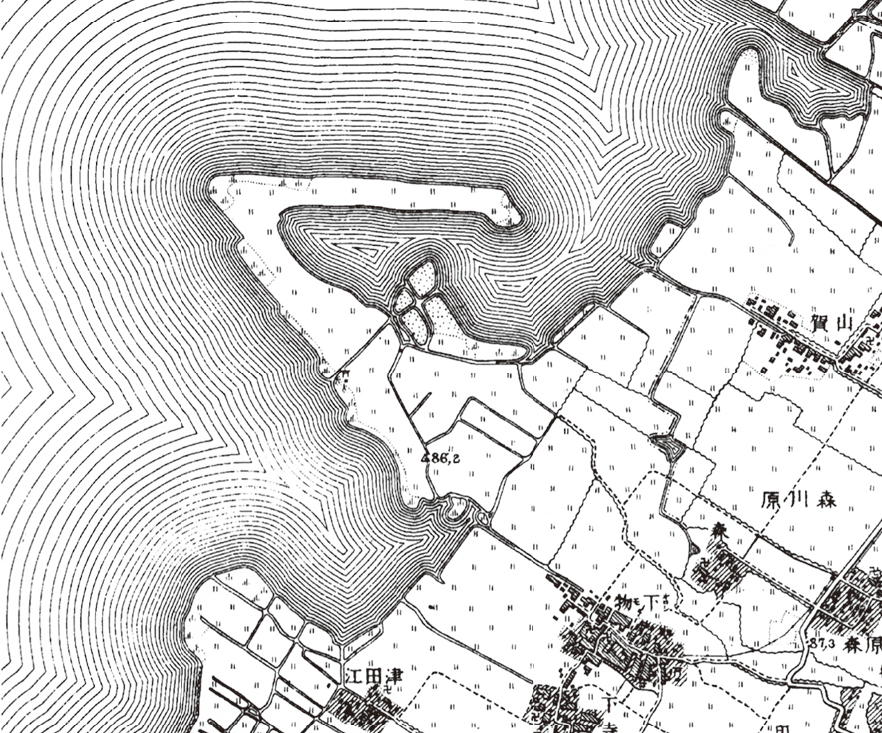
くの字形をしたかつての烏丸半島（二万五千分一地形図「草津」1922年測図）

江戸時代の烏丸半島は近江国栗太郡下物村に属し、「烏丸」は当時の字名であった。当時は「烏丸崎」と呼ばれた「く」の字形の砂嘴であり「葭（ヨシ）地」（租税対象が葭）とされていた。明治以降、耕地化が進み、1980年代後半には養殖が行われていた中央部が埋め立てられて現在の姿になった。1990年代半ばには琵琶湖博物館や水生植物公園などの文化施設が建てられ、草津市内の観光スポットになっていく。半島全域からは縄文晩期から弥生末期の遺跡が出土しており、烏丸崎遺跡として知られている。なお、半島周辺の湖岸は国内最大級の蓮の群生地として有名であったが、2016年に突如消滅したため、2020年現在、その姿を見ることが出来ない。
かつては風力発電機くさつ夢風車（くさつゆめふうしゃ）があったが、2017年に廃止が決定し、2019年1月28日から撤去工事が始まった。半島中央部の9ヘクタールの土地は遊休地となっていたが、JRFが土地を取得し、2028年を目標に人口サーフィン施設を中心とした複合型観光集客施設「WAVE PARK BIWAKO」（仮称）を開業させる予定。

## 周辺
- 琵琶湖真珠養殖場
- 道の駅草津
- さざなみ街道
- 夕映え通り
- 琵琶湖汽船草津烏丸半島港